# Sonneberg
Sonneberg je okresní město v jižním Durynsku při hranicích s Bavorskem. Je správním městem zemského okresu Sonneberg.

## Historie
V prosinci roku 1910 byl Sonneberg druhým největším městem Sasko-meiningenského vévodství s 15 878 obyvateli.

## Geografie
Od Sonnebergu k Eisenachu prochází spolkovou zemí Durynsko pohoří Durynský les (Thüringer Wald).

## Doprava
Na železniční trati Sonneberg – Probstzella byly nasazovány pětispřežní tendrové parní lokomotivy Řady 95, vyráběné v letech 1922–1924.

## Kultura
Je zde observatoř, kde byla také pozorována planetka Hermes. Také je zde německé muzeum hraček a kostel sv. Petra.

## Sport
Sídlí zde německý fotbalový klub 1. FC Sonneberg.

## Průmysl
V roce 1948 zde byla založena firma Piko (celým názvem PIKO Spielwaren GmbH), německý výrobce modelových vláčků.

## Osobnosti
- Moritz Hensoldt (1821–1903), průkopník optiky
- Felix Loch (* 1989), olympijský vítěz a mistr světa i Evropy v jízdě na saních
- Albert Schmidt (1841–1913), architekt
- Detlef Ultsch (* 1955), bronzový olympijský medailista a mistr světa v judu

## Partnerská města
- Göppingen, Německo, 1990